# 花登筺
花登 筺（はなと こばこ、1928年〈昭和3年〉3月12日 - 1983年〈昭和58年〉10月3日）は、日本の小説家、脚本家。本名は、花登 善之助（はなと ぜんのすけ）。

## 来歴
1928年（昭和3年）滋賀県大津市上北国町（現・長等1丁目）の近江商人の家に生まれる。旧姓名・川崎善之助。花登家へ嫁いだ姉・八重の養子となり、花登姓に改めた。滋賀県立大津商業学校を経て、同志社大学商学部に進学。
1947年（昭和22年）北国町青年団の一員として演劇活動を始める。1948年（昭和23年） 大津で自主劇団人間座の結成に参加。その後「文芸座」を設立し、地元の芝居小屋や大津市中央公民館などで文芸作品を上演する。1951年（昭和26年）同志社大学商学部卒業。大阪の綿糸問屋に勤務するも肺結核により翌年退社。病状は一時重体に陥るも回復し、作家を目指しラジオ局へラジオドラマの脚本を持ちこむ。
1954年（昭和29年）東宝と契約してラジオの台本作家、ミュージックホールの構成・演出を手がける。1958年（昭和33年）大阪テレビ放送（朝日放送や毎日放送などの合弁、のちに朝日放送と合併し消滅）の『やりくりアパート』で、脚本家としてデビュー。劇団「波の会」を創設。
1959年（昭和34年）『やりくりアパート』にレギュラー出演していた子役・中山千夏を東京の舞台公演へ出演させたい、とする東宝側の要請を花登が固辞したことから関係が悪化し東宝から独立。松竹の支援で劇団「笑いの王国」を設立する。当時花登の下で人気を博していた大村崑・芦屋雁之助・芦屋小雁らが追随するが、同じ花登グループだった佐々十郎・茶川一郎らは東宝からの慰留もあり残留、グループが分裂する結果となった。同年、コメディドラマ『番頭はんと丁稚どん』の脚本を手がけ、喜劇作家としての名声を確立する。
1963年（昭和38年） 劇団内では「人気の崑、実力の雁之助」という図式の下、2枚看板が成立していたが、雁之助は主演舞台を評価されながらも2番手に甘んじている事など自身の処遇に対する不満などから、主宰者の花登、座長の大村から距離を置くようになり、弟の小雁、芦屋雁平や花登に不満を抱く一部座員もこれに追従し始める。こうした事がやがて劇団内の軋轢となり、雁之助は大村主演の舞台にスッピンのままで出るなど傍目にも花登への猜疑心を露わにするようになっていく。加えて「元・宝塚娘役」、「主宰者・花登の妻」というプライドから看板女優の座に居座る由美あづさの横暴、孤立化する座長・大村など、座員間の不協和音が次第に表面化していく中、1964年、花登は劇団解散を決め、雁之助、小雁らは花登の下を離れる。
1970年（昭和45年）『細うで繁盛記』の脚本を執筆し、大ヒットを記録する。1971年（昭和46年）2月6日、自身の喜劇三千本を記念して、プロデューサー、脚本、監督の3役を務めた東宝映画『喜劇 おめでたい奴』が公開。1972年（昭和47年）東宝の支援で新たに劇団「喜劇」を主宰。1973年（昭和48年）『どてらい男』を手がけ、連続ドラマとしては異例のロングランを記録する。
1974年（昭和49年）すでに妻である由美との関係は修復不可能になっていた中、花登と女優の星由里子との不倫問題が発覚した。劇団の看板俳優である大村は、花登と同様に、花登の当時の妻・由美にも恩義があり、自身の妻・瑤子も由美と親しい仲であったため、板挟みとなり、花登の行動を容認できない状況に陥っていた。結局、花登に劇団退団を申し出、花登と大村の長きにわたる「師弟関係」は終わりを告げた。花登の最後の言葉は「崖っぷちに立つ俺を後ろから突き落とすのか」であり、それが大村との生涯最後の会話となった。1975年（昭和50年） 由美との離婚成立後、星と再婚。1983年（昭和58年）10月3日、肺癌のため死去。享年56。
1983年（昭和58年）12月、朝日新聞社より『私の裏切り裏切られ史』が出版された。病床で最後の力を振り絞って綴った自叙伝である。その赤裸々な表現は、「死を感じた人だからこそ書けた芸能界への遺書」として話題を呼んだ。
1986年（昭和61年） 遺族の寄付金をもとに、青少年の文芸活動推奨を目的とした「花登筐文芸奨励賞」（大津市内在住の小中高生が対象のコンクール）が設けられた。また同年、遺族から8300点超の資料（著作・脚本・蔵書など）の寄贈を受け、大津市立図書館本館に「花登筐記念文庫」コーナーが設置された。

## 人物
昭和30年代の上方喜劇ブームの立役者であり、またテレビ草創期におけるスター脚本家であった。高度経済成長期には、大阪の商人を主人公とした商魂物・根性物を多数執筆した。手がけたテレビ脚本は6000本、舞台脚本数は500本に及ぶ。
移動する新幹線の車内でも原稿用紙に向かい、「カミカゼ作家」「新幹線作家」の異名も取った。最盛期における執筆ペースは月に原稿用紙2000～3000枚、生涯に書いた脚本の数は6000本を超えると言われる。また、劇団喜劇の主幹でもあった。
主な作品に、『やりくりアパート』『番頭はんと丁稚どん』『船場』『道頓堀』『細うで繁盛記』（『銭の花』）『ぼてじゃこ物語』『アパッチ野球軍』（アニメ）『どてらい男』『おからの華』『あかんたれ』『鮎のうた』『ぬかるみの女』『女商一代 やらいでか!』などがある。人気作品の多くは、人間の成長過程を描いた物でもある。
生涯3度の婚姻歴がある。最初の妻は武智鉄二の義妹、2人目の妻は元・宝塚歌劇団娘役で女優の由美あづさ、最後の妻が女優の星由里子である。
麻雀もプロ級の実力で、日本プロ麻雀連盟の設立に尽力した。
俳優の大和田獏に「獏」という芸名を与えた名付け親でもある。
藤本義一と不仲と噂されたが、これは週刊誌の嘘であると藤本自身の著書で書かれている。あるパーティーの席で、その噂が流れていると知った二人は、その後のパーティーで会話をせずに不仲を装い、後で他の客の反応を電話で話すという噂を逆手に取ったイタズラをしていたという。

## 受賞
- 1966年（昭和41年） - 『柚子家の法事』で芸術祭文部大臣特別奨励賞[1]
- 1968年（昭和43年） -『飛騨古系』（東海テレビ）で明治百年記念芸術祭文部大臣賞を受賞[1]
- 1984年（昭和59年） - 滋賀県特別文化賞を受賞[要出典]
- 1985年（昭和60年） - ふるさと大津名誉文化賞を追贈[要出典]

## 弟子

### 直弟子
- 花紀京

### 孫弟子
いずれも花紀の弟子
- レツゴーじゅん
- チャーリー浜
- 間寛平

### 曾孫弟子
いずれも間寛平の弟子
- 塩野一平（廃業）
- シベリア文太
- 本田みずほ

## TVドラマ
- モダン寄席 NHK
- 恋とトンプク OTV 1956/11/16
- こどものお国 OTV 1957/02/03 ～ 1957/03/31
- 魔法の笛 OTV  1957/04/23 ～ 1957/07/16
- 仲良し探偵団 OTV 1957/07/23 ～ 1958/01/07
- 花のファンタジー OTV 1957/12/31
- やりくりアパート OTV 1958/04/06 ～ 1960/02/28
- 呼出符号Ｌ OTV 1958/04/15 ～ 1959/03/31
- 僕は迷探偵 YTV 1958/09/24 ～
- ピカ助とりもの帳 KTV 1958/12/01 ～ 1960/04/05
- 素っ飛び五十三次 KTV 1959/03/08 ～ 1959/05/31
- 番頭はんと丁稚どん MBS 1959/03/09 ～ 1961/12/25
- 珍劇アワー YTV 1959/05/12 ～
- ごめん下さい YTV 1959/06/02 ～
- 頓馬天狗 YTV 1959/09/02 ～ 1960/12/24
- まげもの110番 MBS 1959/09/02 ～ 1960/02/25
- お笑いアンテナ KTV 1959/10/04
- 佐々やんのごめん下さい MBS 1959/10/05 ～ 1961/12/27
- ボクは迷監督 MBS 1959/10/05 ～ 1960/10/10
- お早よう団地 MBS 1959/10/10 ～ 1960/01/28
- お笑い交番日記 YTV 1959/10/20 ～
- おい！ガムを出せ！ KTV 1959/11/15
- 番頭はんと丁稚どん大会 MBS 1959/12/31
- ガスターコートの男 YTV
- ラスベガスの男 YTV
- ガス燈 YTV
- 宮本ムチャチ
- うかれ殿様行状記～彼奴不触～ MBS  1960/01/01
- らーめん親子 MBS 1960/01/01 ～ 1961/02/03
- 浮かれ殿さま行状記 NET 1960/01/05
- サンドウイッチマン物語(2) ABC 1960/01/23 ～ 1960/11/05
- 黒い小番頭と黄色い丁稚 NET  1960/01/31
- あゝあの花よいつ開く MBS 1960/02/24 ～ 1960/04/06
- まげもの十八番　ざんぎり長屋 MBS 1960/03/03 ～ 1960/03/31
- やりくり天国 ABC 1960/03/06 ～ 1960/08/28
- ちゃりんぼ兄弟 KTV 1960/03/15 ～ 1960/06/07
- まげもの18番 MBS 1960/03/24 ～ 1960/03/31
- 私売ります NET 1960/04/06 ～ 1960/09/28
- 迷巡査物語　お笑い110番 MBS 1960/04/07 ～ 1960/06/09
- 三等兵物語～あゝあの花よいつ開く～ MBS 1960/04/13 ～ 1960/10/26
- てっちゃん劇場 ABC 1960/05/04 ～ 1963/04/24
- やくざはん物語 KTV 1960/05/28
- 僕はスタンド・イン CX 1960/06/06 ～ 1962/03/26
- やりくり3代記 ABC 1960/09/04 ～ 1962/02/25
- トップモード　バスト98 MBS 1960/10/01 ～ 1961/01/28
- がたろうの灯 YTV 1960/10/23
- 東京タワーは笑ってる CX  1960/12/31
- 番頭はんと丁稚どん　正月大会 MBS 1961/01/02
- 崑ちゃん捕物帳 YTV 1961/01/21 ～ 1961/10/28
- バスト98　奥様かんにんどっせ MBS 1961/02/04 ～ 1961/04/29
- かんから親子 MBS 1961/02/10 ～ 1961/05/26
- 間に合ってます！ TBS 1961/03/01 ～ 1961/04/26
- 団地親分 KTV  1961/03/08 ～ 1961/08/29
- ユーモア航路 KTV 1961/07/02 ～ 1962/08/26
- コメディ（第１部「秋なすび」、第２部「笑い倒れ　喰い倒れ」）MBS  1961/09/02
- 貼紙酒場 MBS 1962/01/03 ～ 1962/09/28
- あいつとこいつ YTV 1962/02/06 ～ 1962/04/24
- やりくり青春タックル ABC 1962/03/04 ～ 1962/10/28
- 船場どんたく YTV 1962/08/24
- おけらの学校 KTV 1962/09/09 ～ 1963/06/30
- 宗右衛門町シリーズ MBS 1962/10/02 ～ 1963/01/01
- 歳末警戒異常あり NHK  1962/12/31
- 親子万才 YTV  1963/01/04
- うちのママ姉ちゃん YTV 1963/01/05 ～ 1963/09/28
- 祇園の男 MBS 1963/01/08 ～ 1963/03/26
- 七十三年目の青春 NHK 1963/05/02
- 関のまりっぺ NTV 1963/05/03
- 長屋人情 NHK 1963/06/13
- 丹下左膳 MBS 1963/10/15 ～ 1964/04/28
- はんぱ姉妹 ABC 1963/10/30 ～ 1963/12/25
- 土性っ骨奮戦記 NHK 1963/12/30
- 船場の姉妹 ABC 1964/01/01 ～ 1964/03/18
- ハイ！次の方 YTV 1964/01/05 ～ 1964/03/01
- 四号さん YTV  1964/01/05
- あらあら旅館 YTV 1964/03/03 ～ 1964/09/29
- たそがれの虹 NHK 1964/03/19
- 漫才太平記 NHK 1964/04/09 ～ 1965/04/01
- シスコげらげら劇場 CX 1964/04/20 ～ 1964/07/27
- 瓦版・忠臣蔵 MBS 1964/06/06 ～ 1964/11/24
- ついて来い！藤吉 KTV 1964/08/05 ～ 1964/10/21
- 寄席囃子 YTV 1964/08/22
- たんぽぽ浪人 CX 1965/01/01
- 取り立て屋珍聞録 YTV 1965/01/16
- 009・大あばれとんま天狗 YTV 1965/10/02 ～ 1966/06/25
- 強妻暴君 KTV 1965/10/03 ～ 1966/01/30
- いとはんと丁稚どん ABC 1965/11/01 ～ 1967/06/26
- 元旦一泊二日 KTV  1966/01/01
- ああ！夫婦(1)（第12回）あなた、それから？ TBS 1966/01/19 ～ 1966/01/19
- 俺は知らない KTV 1966/02/08
- すてきな仲間 NET 1966/03/31 ～ 1966/06/23
- おでん・かん酒物語 KTV 1966/04/01
- にっぽん道中記 KTV 1966/04/01 ～ 1966/09/30
- 古賀政男自伝　我が心の歌 KTV 1966/04/08 ～ 1966/12/30
- 幸コメディ　案ずるよりは KTV 1966/05/02 ～ 1966/09/26
- 風と旗と KTV 1966/05/02
- モーテル午前２時 NHK  1966/06/16
- 王さん東遊記 CX 1966/07/11 ～ 1966/12/26
- ニッポン珍芸団 ABC 1966/08/04 ～ 1966/12/29
- 土性っ骨 KTV 1966/09/06 ～ 1966/12/27
- ぺだる ABC  1966/09/18
- 柚子家の法事 KTV 1966/11/19 第21回芸術祭奨励賞受賞作品
- ああ！夫婦(2)（第20回）ああコメディアン TBS 1966/12/07
- 謹賀新婚 KTV 1967/01/01
- 発車、オーライ！ KTV 1967/02/19
- 船場 KTV 1967/04/02 ～ 1968/03/31
- 案山子の大将 MBS 1967/04/04 ～ 1967/06/27
- 京おんな(1)鹿の子 NHK 1967/04/15
- 負けたらあかんぞ！ ABC 1967/07/03 ～ 1967/10/02
- 京おんな(2)おとなの秋 NHK 1967/11/08
- 妻よ妻 CX 1967/11/11 ～ 1967/12/30
- 七つの愛の物語（第１回～第５回）新宿の京おんな NTV 1967/11/13 ～ 1967/11/17
- 批判なすべからず NTV  1968/02/01
- 新・おんな大学（第１回）批判なすべからず NTV  1968/02/01
- 道頓堀 YTV 1968/04/03 ～ 1969/03/26
- 堂島 KTV 1968/04/07 ～ 1969/03/30
- 飛騨古糸 THK  1968/11/02 第23回芸術祭賞受賞作品
- ややととさん YTV 1969/04/02 ～ 1969/06/25
- おばあちゃんの青春 KTV 1969/05/10
- 売らいでか!　YTV　1969/07/02 ～ 1969/09/24
- 爆笑愚連隊キン・コン・カン!! 12CH 1969/11/07 ～ 1970/03/27
- おやじ乾杯 NHK 1969/12/15 ～ 1969/12/19
- 細うで繁盛記(1) YTV 1970/01/08 ～ 1971/04/01
- 男って女って… TBS  1970/02/08
- おんなと兵隊 12CH 1970/04/03 ～ 1970/06/26
- 五代家の嫁 KTV 1970/04/04 ～ 1970/05/16
- 板前人生 KTV 1970/06/06 ～ 1970/06/13
- 漫才師 KTV 1970/07/11 ～ 1970/07/18
- 粉雪の村 KTV 1970/11/07 ～ 1970/11/14
- めでたいコソ泥 KTV  1970/11/22 ～ 1970/11/22
- どんとこい NTV 1971/02/26 ～ 1971/08/20
- 舞妓はん KTV 1971/02/27 ～ 1971/03/27
- あまくちからくち NHK 1971/04/05 ～ 1972/03/27
- 待ったなし MBS 1971/04/06 ～ 1971/06/29
- ぼてじゃこ物語 YTV 1971/04/08 ～ 1971/12/30
- じゅんさい物語 MBS 1971/07/26 ～ 1971/10/18
- アパッチ野球軍 NET 1971/10/06 ～ 1972/03/29（※アニメ）
- すいーとぽてと MBS 1971/10/08 ～ 1972/03/31
- 細うで繁盛記(2) YTV 1972/01/06 ～ 1973/03/29
- 新・番頭はんと丁稚どん MBS 1972/04/05 ～ 1972/12/27
- 家族戦争 NET 1973/01/08 ～ 1973/03/26
- らっきょうの花 YTV 1973/04/05 ～ 1973/08/16
- 餃子の詩 YTV  1973/06/02
- 新・細うで繁盛記 YTV 1973/08/23 ～ 1974/02/14
- どてらい男(1)（丁稚・独立篇） KTV 1973/10/02 ～
- こんまい女 CX 1973/10/06 ～ 1973/12/29
- 何かある？ NHK 1973/12/08
- おからの華 YTV 1974/10/07 ～ 1975/12/29
- もってのほか MBS 1974/10/11 ～ 1975/03/28
- どてらい男　総集編 KTV 1974/12/31
- どてらい男(2)戦争編 KTV ～ 1975/03/25
- がんじがらめ TNC 1975/02/01 ～ 1975/04/26
- どてらい男(3)戦後編  KTV 1975/04/06 ～ 1975/09/28
- 赤福のれん CX 1975/10/04 ～ 1975/12/27
- どてらい男(4)激動編 KTV 1975/10/05 ～ 1976/03/28
- 花ぼうろ YTV 1976/01/05 ～ 1978/06/26
- どてらい男(5)死闘編 KTV 1976/04/04 ～ 1976/09/26
- 君の名は NET 1976/10/01 ～ 1976/12/24
- どてらい男(6)総決算編 KTV 1976/10/03 ～ 1977/03/27
- あかんたれ THK 1976/10/11 ～ 1977/07/29
- さわやかな男 KTV 1977/04/03 ～ 1977/07/03
- さわやかな男　太陽編 KTV 1977/07/10 ～ 1977/10/02
- さわやかな男　商人編 KTV 1977/10/09 ～ 1978/03/26
- おくどはん(1) ABC 1977/10/14 ～ 1978/04/07
- つくしんぼ THK 1977/12/19 ～ 1978/02/24
- * 原作	花登　　筐（花登　　筺）（「銭っ子」より）
- 続あかんたれ THK 1978/02/27 ～ 1978/09/29
- 五代家の嫁 NTV 1978/07/03 ～ 1978/12/25
- 細腕一代記 YTV 1979/01/08 ～ 1979/09/24
- じょっぱり THK 1979/01/22 ～ 1979/09/28
- 続おくどはん ABC 1979/03/23 ～ 1979/09/21
- 鮎のうた NHK 1979/10/01 ～ 1980/04/05
- がしんたれ THK 1979/10/01 ～ 1979/12/28
- 翔んでますえ YTV 1979/10/01 ～ 1980/03/31
- ぬかるみの女(1) THK 1980/01/07 ～ 1980/09/26
- お初天神 YTV 1980/04/07 ～ 1980/09/29
- 氷山のごとく THK 1980/10/11 ～ 1981/03/28
- 女商一代 やらいでか！ THK 1981/01/05 ～ 1981/09/04
- 続・ぬかるみの女 THK 1981/09/07 ～ 1981/12/30
- おあねえさん THK 1981/10/15 ～ 1982/03/25
- イエスとノンの物語 THK 1982/04/12 ～ 1982/07/30
- 春風亭柳昇の与太郎戦記 KTV 1983/12/11
- 大奥(2) KTV 1983/12/27
- 春雪 YTV 1990/03/29 ～ 1990/03/29 原作のみ
- 細うで繁盛記(1) CX 1994/05/20 原作のみ
- 細うで繁盛記２ CX 1995/02/03  原作のみ
- 新細うで繁盛記(1) CX 2006/01/20 原作のみ
- 新・細うで繁盛記２ CX 2007/02/23 原作のみ

## TVアニメーション
- アパッチ野球軍 NET 1971/10/06 ～ 1972/03/29（原作/脚本）

## 映画
- やりくりアパート (1959)	原作
- 番頭はんと丁稚どん (1960)	原作
- 続番頭はんと丁稚どん (1960)	原作/脚本
- 続々番頭はんと丁稚どん (1961)	脚本/原作
- 続々々番頭はんと丁稚どん　チャンポン旅行 (1961)	原作/脚本
- 秀才はんと鈍才どん (1961)	脚本/原作
- 大当り三代記 (1961)	脚本
- 喜劇　団地親分 (1962)	脚本
- 続・ニッポン珍商売 (1963)	脚本
- 芸者学校 (1964)	原作
- 大日本コソ泥伝 (1964)	原作/脚本
- 大日本ハッタリ伝 (1965)	脚本/原作
- 大日本チャンバラ伝 (1965)	脚本/原作
- 大日本殺し屋伝 (1965)	脚本/原作
- 火の太鼓 (1966)	脚本
- 日本一のマジメ人間 (1966)	脚本
- ラーメン大使 (1967)	原作/脚本
- 喜劇“夫”売ります！！ (1968)	原作
- 喜劇 おめでたい奴 (1971)  製作、脚本、監督
- どてらい男 (1975)	原作

## 著作
- 『銭牝』徳間書店 1965 （のち文庫）
- 『フグとメザシの物語 ああ童貞の巻』徳間書店, 1966
- 『フグとメザシの物語 おお女殺しの巻』徳間書店, 1966
- 『すててこ大将』徳間書店 1966
- 『銀座牝 夜にひらくモコ』徳間書店, 1966 （のち文庫）
- 『大日本処女連』実業之日本社 1966
- 『男殺しのブルース  新銀座牝』徳間書店, 1967
- 『こわし屋甚六』徳間書店, 1967
- 『堂島』徳間書店, 1968－69
- 『脱がいでか ぼくのおんなコレクション』双葉社 1968
- 『祇園牝』徳間書店, 1968  （のち文庫）
- 『船場』サンケイ新聞社出版局, 1968
- 『こぼんちゃん』双葉社, 1968
- 『友禅川』徳間書店, 1969
- 『道頓堀』読売新聞社 1969
- 『銭の花』全10巻 講談社 1970－73（細うで繁盛記としてドラマ化）
- 『ぼてじゃこ物語』第1－3 講談社, 1971
- 『あまくちからくち 伏見屋御家訓物語』全4巻 徳間書店, 1971－72
- 『流れ蝶』徳間書店, 1971
- 『どんとこい』徳間書店, 1971 （のち文庫）
- 『ゆるしてんか!』サンケイ新聞社出版局, 1972
- 『おんべこ・オンベコ』集英社 1972
- 『漫才師』日本文芸社 1972
- 『どでかい女』サンケイ新聞社出版局, 1972
- 『どてらい男 立売堀界隈』全6部 徳間書店, 1972－74 （のち角川文庫）
- 『土性っ骨・じゅんさい物語』講談社, 1972
- 『丁稚』日本文芸社, 1972
- 『花登筐長篇選集』全10巻 講談社、1973
- 『家族戦争』日本文芸社 1973
- 『らっきょうの花』2部 光文社（カッパ・ノベルス）1973
- 『おっ母ぁ淑女』実業之日本社 1973
- 『船場の女』毎日新聞社 1974
- 『もってのほか 1』番町書房, 1974
- 『おからの華』第1－4 双葉社, 1974－76
- 『おおマリリンちゃん』桃園書房, 1975
- 『がんじがらめ』講談社, 1975－76
- 『船場女炎』毎日新聞社 1975
- 『宴会屋英助』番町書房, 1975
- 『どてらい男 第2部』徳間書店, 1975－77
- 『もってのほか 2』主婦と生活社 1975
- 『どついてんか』講談社, 1975
- 『母娘夜蝶』桃園書房, 1976
- 『花ぼうろ』全4巻 主婦と生活社, 1976－77
- 『船場情艶』毎日新聞社, 1976
- 『あかんたれ 土性っ骨』文藝春秋 1976 （のち文庫）
- 『おくどはん』全4冊 潮出版社 1977－79
- 『さわやかな男』全6部 文藝春秋, 1977
- 『合資夫婦』双葉社, 1978
- 『じょっぱり』全3巻 サンケイ出版 1978－79
- 『華麗な男』全3部 徳間書店, 1978－79
- 『思わずドキッとする話 変えられる女変えられない女』青春出版社 1979
- 『弟子はモナリザ』桃園書房, 1979
- 『チートイくずれ節』双葉社, 1979
- 『女商一代』全3巻 スポニチ出版, 1979
- 『鮎のうた』日本放送出版協会 1979－80
- 『ぬかるみの女』 全4巻 集英社, 1979－82
- 『氷山のごとく』東京新聞出版局, 1980-81
- 『おあねえさん 上』東京アド・バンク, 1981
- 『イエスとノンの物語』全2巻 中央公論社 1982－83
- 『ありがとうの心』聖教新聞社 1983
- 『私の裏切り裏切られ史』朝日新聞社 1983
- 『長嶋の商法・王の商法 野球中継を見ながら儲けよう』太陽企画出版, 1983
- 『問屋町の女』集英社, 1983
- 『ぼてじゃこ物語』上・下 北溟社, 2001

## 漫画原作
- エースの条件（作画・水島新司、1969年に『週刊少年キング』にて連載）
- アパッチ野球軍 (作画・梅本さちお。週刊少年キング1970年35号から1972年26号まで連載)
- 銭っ子 秋田書店 1970-71（作画・水島新司、週刊少年チャンピオンで連載、東海テレビ制作「つくしんぼ」として昼ドラ化）